# Prezydent elekt
Ten artykuł należy dopracować:

przedstawiono sytuację tylko z polskiej perspektywy – artykuł powinien być przekrojowy.
Pomóż go poprawić. Na stronie dyskusji mogą znajdywać się pomocne komentarze.

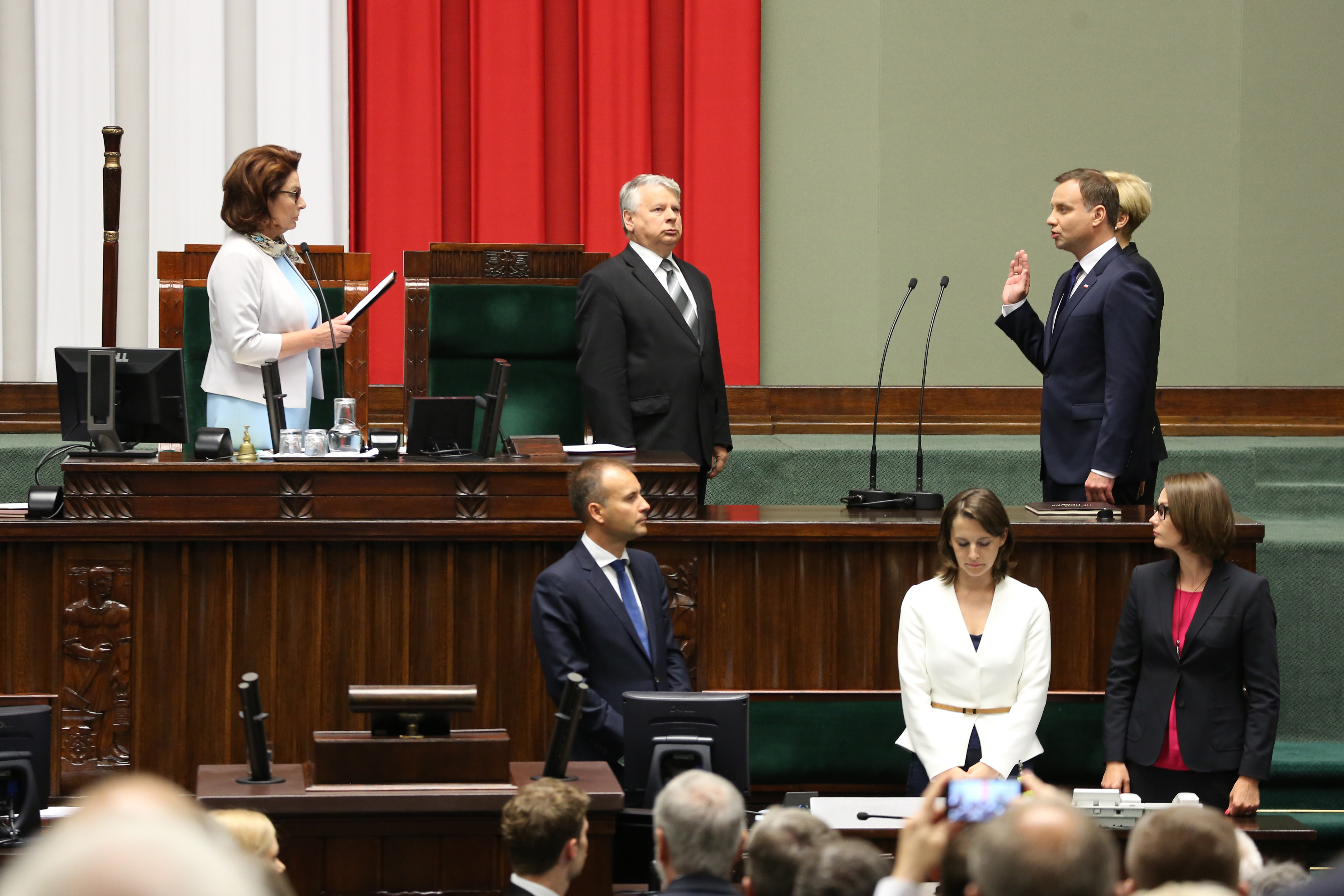
Zgodnie z art. 130 Konstytucji prezydent elekt obejmuje urząd Prezydenta Rzeczypospolitej Polskiej w chwili złożenia przysięgi wobec Zgromadzenia Narodowego

Prezydent elekt – osoba wybrana w demokratycznych wyborach na urząd prezydenta przed końcem kadencji urzędującego prezydenta. Prezydent elekt nie posiada żadnych uprawnień należnych z mocy konstytucji prezydentowi. Określenie to nie dotyczy reelekcji.

## Prezydent elekt w Polsce
W polskim prawie brak jest formalnej definicji prezydenta elekta. Nie ma także przepisów, które regulowałyby jego status. 
Nowo wybrany prezydent obejmuje urząd Prezydenta Rzeczypospolitej Polskiej w chwili złożenia przysięgi wobec Zgromadzenia Narodowego (art. 130 Konstytucji). Złożenie przysięgi odbywa się w ostatnim dniu urzędowania ustępującego prezydenta, a jeżeli został on wybrany w wyniku wyborów przedterminowych przeprowadzonych wskutek opróżnienia urzędu   – w terminie 7 dni od dnia ogłoszenia w Dzienniku Ustaw uchwały Sądu Najwyższego o stwierdzeniu ważności wyborów (art. 291 ust. 1 i 3 Kodeksu wyborczego). Do tej chwili przez cały czas urząd pełni ustępujący prezydent, zachowując wszystkie swoje uprawnienia.
Prezydent elekt może otworzyć tymczasowe biuro, w czym może go wspierać Kancelaria ustępującego prezydenta. Biuro prezydenta elekta Lecha Wałęsy (1990) mieściło się w willi (tzw. sopockim Belwederze) w Sopocie. Biura prezydentów elektów Aleksandra Kwaśniewskiego (1995), Lecha Kaczyńskiego (2005) i Andrzeja Dudy (2015) znajdowały się w pałacu Przezdzieckich przy ul. Foksal 6 w Warszawie. Bronisław Komorowski, pełniąc w 2010 funkcję Marszałka Sejmu, korzystał ze swego gabinetu w Sejmie. Prezydent elekt Karol Nawrocki (2025) miał swoje biuro w siedzibie Kancelarii Prezydenta RP (dawnym gmachu Izby Przemysłowo-Handlowej, wzniesionym w latach 1933–1939) przy ul. Wiejskiej 10, w sąsiedztwie kompleksu Sejmu i Senatu.